# 서울영림초등학교
서울영림초등학교는 대한민국 서울특별시 영등포구 대림동에 있는 공립 초등학교이다.

## 학교 연혁
- 1982년 10월 4일 서울영림국민학교 개교(설립인가 7월 7일)
- 1996년 3월 1일 현재 교명으로 개칭
- 2006년 5월 11일 영림 유치원 개원식
- 2009년 4월 9일 자료실 리모델링
- 2009년 10월 23일 인터넷 전화 설치(전교실)
- 2013년 2월 20일 다목적 강당 준공
- 2015년 4월 17일 시설관리실 완공
- 2015년 5월 11일 지하철 역사내 및 학교 앞 횡단보도 학교명패 게시
- 2015년 7월 9일 교내 화단 둘레길 조성
- 2015년 8월 10일 CCTV 교체 및 추가 설치
- 2015년 8월 17일 학교 내외부 도장공사 완료
- 2015년 11월 2일 외부 벽화 작업 완료
- 2015년 12월 3일 화장실 특ππ수클리닉 완료
- 2015년 12월 5일 교실 출입문 시트지 부착
- 2015년 12월 30일 현관, 강당, 과학실 출입문 강화유리 시트지 부착
- 2016년 1월 30일 넥산 캐노피 완공(본관동과 시설실 연결), 분리수거 처리장 개보수 완공
- 2016년 2월 12일 제33회 졸업식(누계 4888명)
- 2016년 3월 10일 영림 '새로핌합창부' 창단
- 2016년 5월 11일 학교 텃발 조성 사업 완료
- 2016년 6월 17일 학교 현황판 및 게시판 부착 완료
- 2016년 6월 18일 본관동 뒷편 창고 도장 공사 완료
- 2016년 6월 22일 옥상 공사 방수 완료
- 2016년 6월 30일 운동장 스탠드 및 조회대 도장 공사 완료
- 2016년 7월 1일 에코스쿨 화단 조성 사업 완료
- 2016년 7월 11일 녹색어머니실 설치
- 2016년 9월 27일 도서실 리모델링(유, 초)
- 2016년 10월 27일 내외부 벽화 그리기 완료(하나금융그룹봉사단)
- 2016년 11월 5일 엘리베이터 설치
- 2017년 2월 13일 제34회 졸업식(누계 4924명)
- 2017년 8월 7일 교실 바닥교체 및 걸레받이 도장 공사
- 2017년 9월 1일 꿈을 담은 교실 5개 교실 구축
- 2017년 10월 18일 본관동 계단 벽화 그리기 사업
- 2018년 2월 13일 제35회 졸업식(누계 4967명)
- 2018년 2월 28일 LED전광판 설치 공사
- 2018년 3월 5일 무선인프라 구축(2실) 및 스마트패드 구입(50대)
- 2018년 8월 29일 유치원 화장실 개선 공사
- 2018년 9월 7일 배수로 정비 공사
- 2018년 9월 15일 전국 대교 코러스코리아 은상 수상(새로핌합창단)
- 2018년 11월 15일 체육관 전동 암막 커튼 설치
- 2019년 1월 16일 교실, 관리실 바닥 교체
- 2019년 1월 25일 초등돌봄교실 노후시설개선(리모델링)
- 2019년 1월 28일 다목적실 리모델링
- 2019년 2월 14일 제36회 졸업식(누계 4998명)
- 2019년 9월 3일 급식실 및 식당 신축 완공
- 2019년 10월 2일 서울시교육청 다문화지원센터(남부) 다+온센터 개소식
- 2020년 2월 13일 제37회 졸업식(누계 5035명)
- 2020년 2월 17일 장애인 편의시설 무대 경사로(이동식리프트)
- 2020년 6월 19일 강당 및 방송실 장비 현대화
- 2020년 7월 8일 교훈석 설치
- 2020년 7월 10일 정문 보안관실 캐노피 완공
- 2020년 9월 7일 포장개선공사
- 2020년 9월 14일 본관 출입문 통로 분리 및 분리수거장 캐노피 설치
- 2020년 12월 14일 현관 출입문 교체 공사

## 학교 상징
- 우리 학교 꽃 - 모란 : 고상한 품위와 아름다움을 지닌 모란꽃의 겸손과 정열을 품고 나와 우리를 지키는 힘을 기르자.
- 우리 학교 나무 - 미루나무 : 미루나무는 버드나무과에 딸린 낙엽 교목이다. 키는 30m가량 자라고, 생장이 빠르고 나무질이 좋아 각종 자재로 사용된다. 우리는 미루나무처럼 꿋꿋하게 자라서 나라의 큰 일꾼이 되자.

## 참고 자료
- 서울영림초등학교 - 한국교육학술정보원 학교알리미